# Alltagskirche Torgau

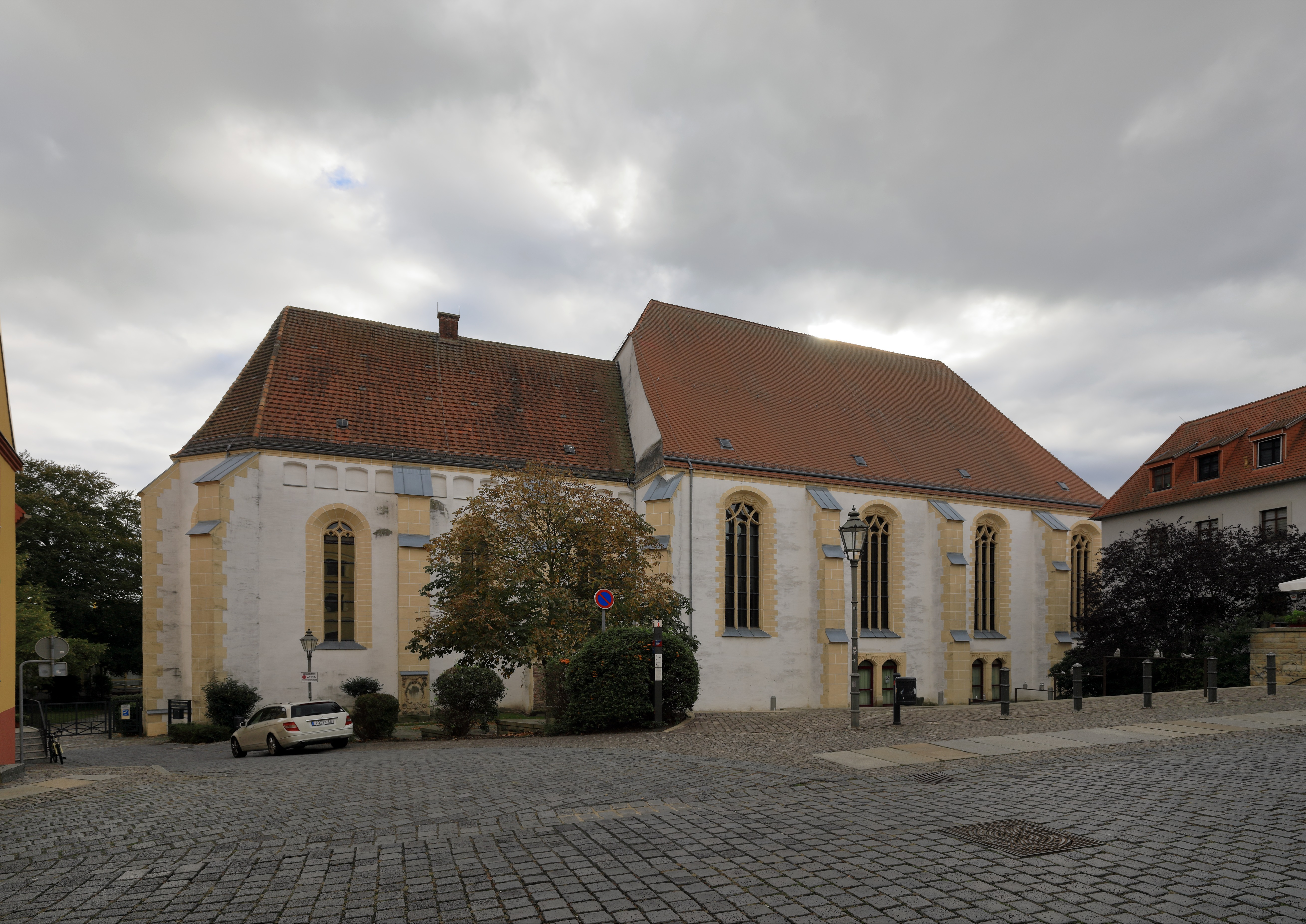
Alltagskirche Torgau

Die Alltagskirche ist eine profanierte spätgotische Hallenkirche in Torgau im Landkreis Nordsachsen in Sachsen. Sie wird als Aula des Johann-Walter-Gymnasiums Torgau genutzt.

## Geschichte
Die Alltagskirche wurde als Klosterkirche St. Peter und Paul des Franziskanerklosters Torgau erbaut. Das Bauwerk ist eine spätgotische Hallenkirche mit eingezogenem, polygonal geschlossenem Langchor. 
Die Brüder des 1210 gegründeten Ordens der Franziskaner ließen sich ab 1221 dauerhaft in Deutschland nieder und gründeten bereits vor 1243 ein Kloster in Torgau. Es gehörte mit den Klöstern in Meißen, Freiberg, Dresden, Oschatz, Cottbus und Seußlitz zur Kustodie Meißen der ausgedehnten sächsischen Ordensprovinz (Saxonia). 1437 und dann wieder 1461 fand das Provinzkapitel der Saxonia in Torgau statt, so dass die Konventsgebäude eine dafür ausreichende Größe gehabt haben müssen.
Die erste Klosterkirche wurde im Jahr 1243 geweiht. Ein spätgotische Neubau begann um 1490 mit der Erneuerung des Chores, wobei die alten Längswände des Chores wiederverwendet wurden. Das Hallenlanghaus entstand im zweiten Jahrzehnt des 16. Jahrhunderts. Das Gewölbe wurde 1517 durch Hans Meltwitz (auch: Hans von Torgau) fertiggestellt, nach 1520 sind abschließende Bauarbeiten überliefert.
Zwischen 1486 und 1493  nahm der Konvent in Torgau im Rahmen der Auseinandersetzungen im Orden um die Observanz die Martinianischen Konstitutionen an, eine mittlere Linie bei der Verfolgung des franziskanischen Armutsideals. 
Im Zuge der Reformation wurde das Kloster im Jahr 1525 aufgehoben und die Kirche für den evangelischen Gottesdienst genutzt; bei einer Erstürmung des Konvents im März 1525 wurden Teile der Einrichtung zerstört, der Guardian und andere Brüder wurden misshandelt. Die letzten Franziskaner verließen ihr Kloster im Jahr 1532. Die Konventsgebäude wurden für verschiedene Zwecke benutzt, bis in den Jahren 1834 bis 1836 deren Abbruch erfolgte.
Weitere bauliche Veränderungen an der Kirche fanden in den Jahren 1811 bei Einrichtung eines Magazins, 1833 mit Einziehung von Zwischenböden, 1914 bei einem unvollendeten Ausbau zur Garnisonkirche und einer Weihe als „Feierstätte“ im Jahr 1937 statt. Nach 1945 wurde das Bauwerk als Theater, Turnhalle und als Aula für die Schule benutzt; die Zwischendecke wurde in den Jahren 1996/1997 entfernt. Die denkmalgerechte Sanierung wurde durch das Büro Jäger Ingenieure GmbH durchgeführt.

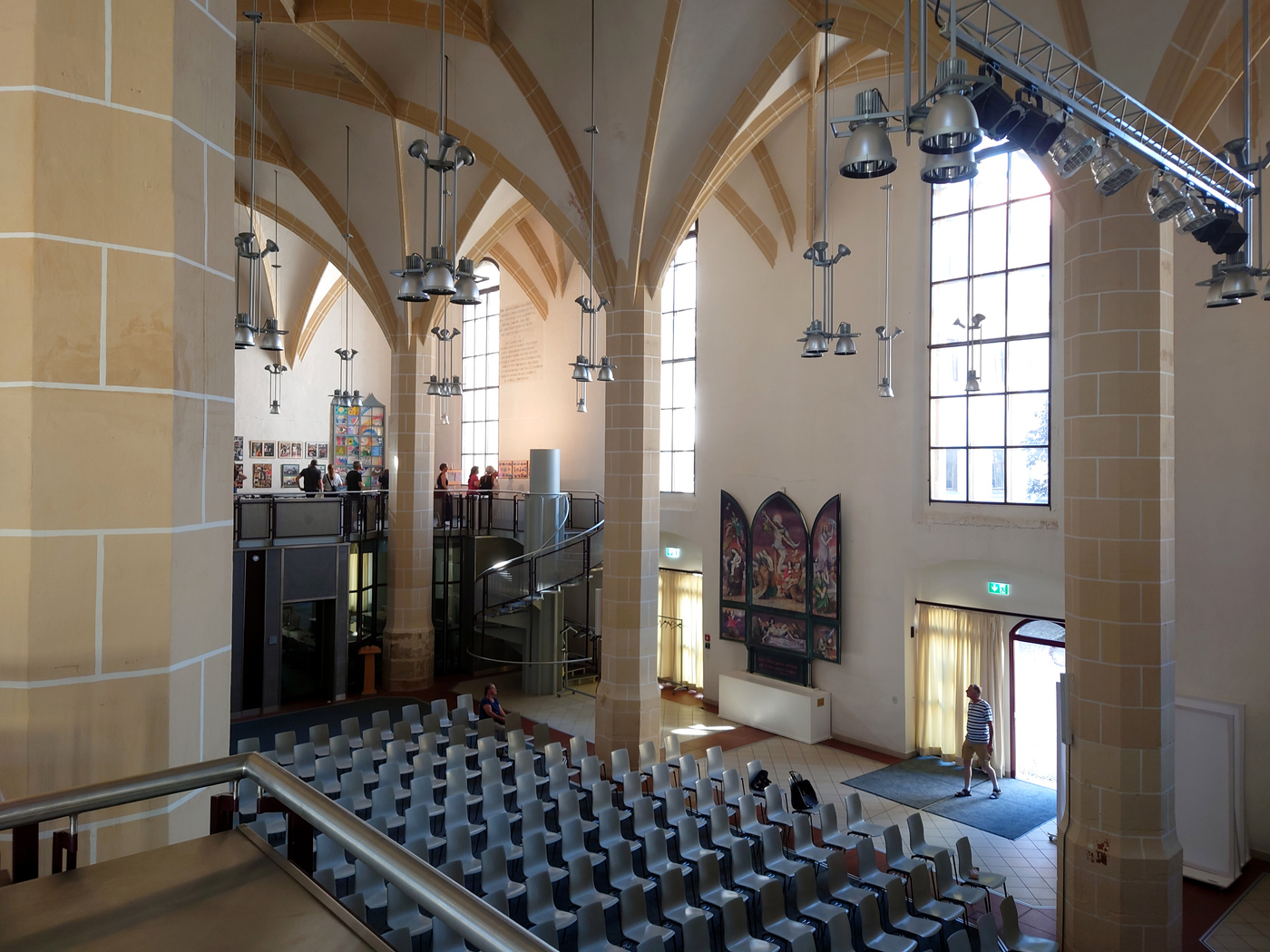
Innenansicht

## Architektur
Das Bauwerk ist ein verputzter Bruchsteinbau mit Dreiachtelschluss und Strebepfeilern. Das Satteldach der Halle war mit Fledermausgauben versehen und wurde im Westen 1711 abgewalmt. Das Langhaus ist mit großen stichbogigen dreibahnigen Fensteröffnungen mit Vorhangbögen erhellt, die an der nördlichen Schauseite mit Maßwerk bereichert sind. Am Chor sind schmalere Fenster eingebaut, die teilweise mit hölzernem Maßwerk versehen sind. An der Westseite ist ein stichbogiges Stabwerkportal mit Vorhangbogen eingebrochen, das bis 1916 in der Nordwand angeordnet war. Das in der Nordseite im Jahr 1916 eingebaute Doppelportal ist in spätgotischen Formen gestaltet.
Im Innern wurde die Halle vom Chor durch Vermauern des Chorbogens abgeteilt. Die dreischiffige Halle von vier Jochen ist mit oktogonalen Pfeilern versehen, die Seitenschiffe haben die halbe Breite des Mittelschiffs. Die Rippenfiguren des Netzgewölbes sind aus regulären und verzogenen Rauten sowie aus jochbetonenden Gurtrippen gebildet. Im dreijochigen Chor findet sich ein tief herabgezogenes kompliziertes Netzgewölbe. Vereinzelte Reste einer Ausmalung sind erhalten, darunter am südlichen Pfeiler im Schiff eine gemalte Schriftkartusche und an der westlichen Südwand ein Schriftfeld mit Bezug auf die Nutzung der Kirche als Lagerraum für Getreide und Stroh im Siebenjährigen Krieg. Die tief heruntergezogenen Kappen der Netzgewölbe in Chor und Schiff sind mit spätgotischer floraler Rankenmalerei ausgeschmückt und zeigen biblische und heraldische Motive; die Rippen mit Fugenmalerei. Am Chorbogen sind ebenfalls spätgotische Rankenmalereien und die Datierungen 1496 und 1513 zu finden.

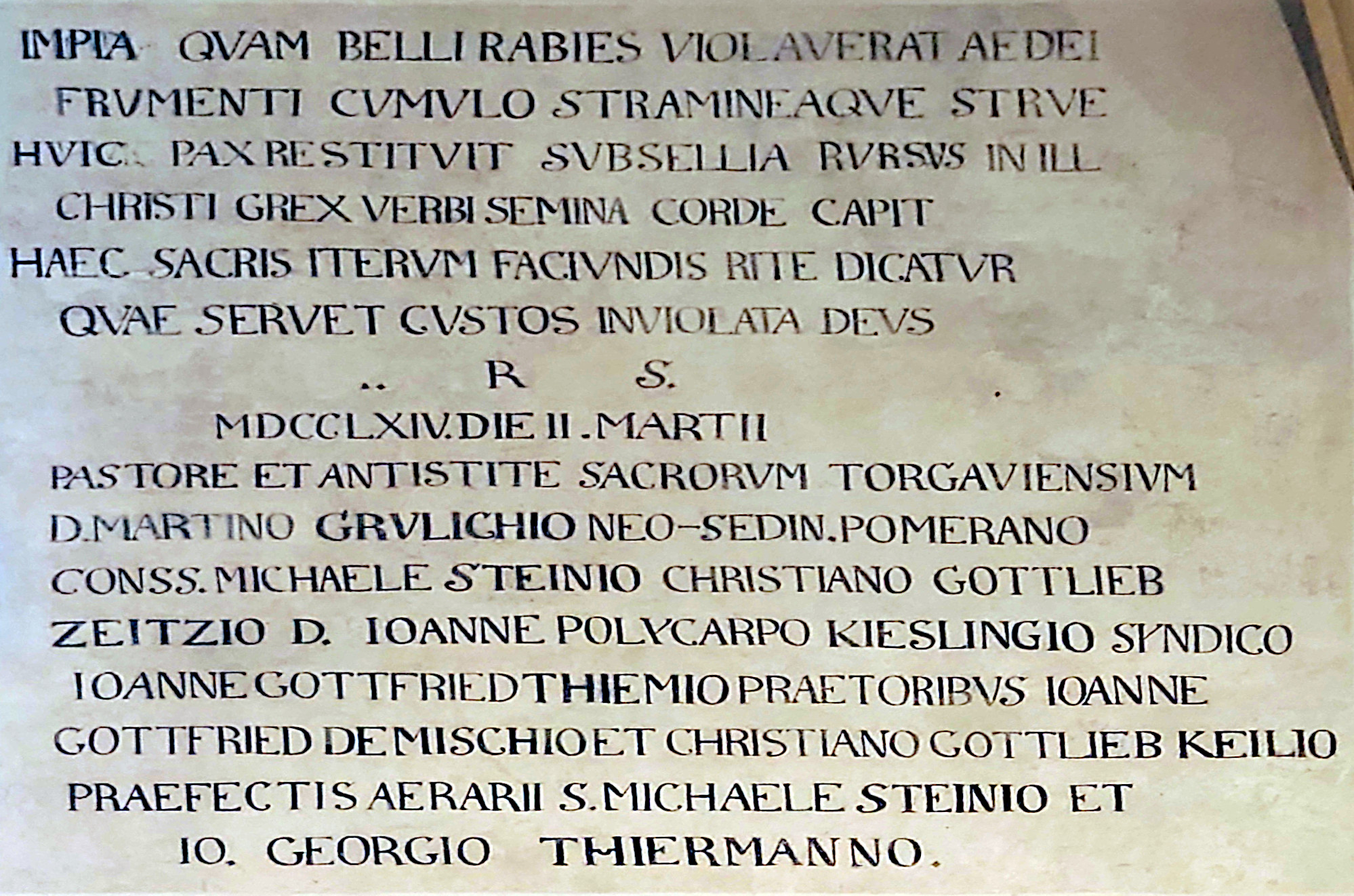
Freigelegtes Spruchfeld (Inschrift)

## Lateinische Inschrift
Die Inschrift an der westlichen Südwand ist im Distichon geschrieben und lautet:
IMPIA QVAM BELLI RABIES VIOLAVERAT AEDEM
FRVMENTI CVMVLO STRAMINEAQVE STRVE
HVIC PAX RESTITVIT SVBSELLIA RVRSVS IN ILLIS
CHRISTI GREX VERBI SEMINA CORDE CAPIT
HAEC SACRIS ITERVM FACIVUNDIS RITE DICATVR
QVAE SERVET CVSTOS INVIOLATA DEVS
..R.S.
MDCCLXIV. DIE II. MARTII
Die Übersetzung lautet:
Es war dies Gotteshaus durch kühne, freche Hände,
Zur letzten Kriegeszeit entweihet, und verstellt.
Doch, wo Getreyd und Stroh, da sind nun wieder Stände
Vor die, in deren Herz des Wortes Samen fällt.
Drum wird Gott wiederum hier nach Gebühr verehrt;
Erhalt, o Herr, dein Haus in Zukunft unversehrt.
..R.S.
1764, am 2. März

## Ausstattung
Außen an der Chornordwand sind ein figürlicher Grabstein des Matthias von Dommitzsch († 1463) sowie ein barocker Inschriftgrabstein mit Wappenschmuck († 1682) angebracht.